# Winter World University Games 2023
Die Winter World University Games 2023 wurden vom 12. bis 22. Januar 2023 in Lake Placid ausgetragen.

## Wettkampfstätten
| Wettkampfstätte                                                  | Ort          | Sportart                                       |
| ---------------------------------------------------------------- | ------------ | ---------------------------------------------- |
| Lake Placid Olympic Sports Complex Cross Country Biathlon Center | Lake Placid  | Biathlon · Nordische Kombination · Skilanglauf |
| Herb Brooks Arena                                                | Lake Placid  | Eishockey Eiskunstlauf                         |
| James B. Sheffield Olympic Skating Rink                          | Lake Placid  | Eisschnelllauf                                 |
| Olympic Jumping Complex                                          | Lake Placid  | Skispringen · Nordische Kombination            |
| Jack Shea Arena                                                  | Lake Placid  | Shorttrack                                     |
| Whiteface Mountain                                               | Wilmington   | Ski Alpin                                      |
| Saranac Lake Civic Center                                        | Saranac Lake | Curling                                        |
| Roos House                                                       | Canton       | Eishockey                                      |
| Maxcy Hall                                                       | Potsdam      | Eishockey                                      |
| Cheel Arena                                                      | Potsdam      | Eishockey                                      |
| Gore Mountain                                                    | North Creek  | Freestyle-Skiing Snowboard                     |

## Zeitplan
| Zeitplan              | Zeitplan | Zeitplan | Zeitplan | Zeitplan | Zeitplan | Zeitplan | Zeitplan | Zeitplan | Zeitplan | Zeitplan | Zeitplan | Zeitplan | Zeitplan           |
| Disziplin             | Mi. 11.  | Do. 12.  | Fr. 13.  | Sa. 14.  | So. 15.  | Mo. 16.  | Di. 17.  | Mi. 18.  | Do. 19.  | Fr. 20.  | Sa. 21.  | So. 22.  | Ent- schei- dungen |
| Disziplin             | Januar   | Januar   | Januar   | Januar   | Januar   | Januar   | Januar   | Januar   | Januar   | Januar   | Januar   | Januar   | Ent- schei- dungen |
| --------------------- | -------- | -------- | -------- | -------- | -------- | -------- | -------- | -------- | -------- | -------- | -------- | -------- | ------------------ |
| Eröffnungsfeier       |          |          |          |          |          |          |          |          |          |          |          |          |                    |
| Biathlon              |          |          |          | 2        |          | 1        |          | 2        | 2        |          | 2        |          | 9                  |
| Curling               |          |          |          |          |          |          |          |          |          |          | 2        |          | 2                  |
| Eishockey             |          |          |          |          |          |          |          |          |          |          | 1        | 1        | 2                  |
| Eiskunstlauf          |          |          |          | 1        | 2        |          |          |          |          |          |          |          | 3                  |
| Eisschnelllauf        |          |          |          |          | 2        | 2        | 2        | 2        | 3        | 2        |          |          | 13                 |
| Freestyle-Skiing      |          |          |          |          |          | 2        |          | 2        |          | 2        |          |          | 6                  |
| Nordische Kombination |          |          | 2        |          | 2        |          | 1        |          | 1        |          |          |          | 6                  |
| Shorttrack            |          |          |          |          |          |          |          |          | 2        | 3        | 4        |          | 9                  |
| Ski Alpin             |          |          |          | 2        |          | 2        | 1        | 1        | 1        | 1        | 1        |          | 9                  |
| Skilanglauf           |          |          | 1        |          | 2        |          | 2        | 2        |          | 2        |          | 2        | 11                 |
| Skispringen           |          |          |          |          |          | 2        |          | 1        |          | 2        |          |          | 5                  |
| Snowboard             |          |          | 2        |          |          |          |          | 2        |          | 2        | 2        | 2        | 10                 |
| Abschlussfeier        |          |          |          |          |          |          |          |          |          |          |          |          |                    |
| Entscheidungen        |          |          | 5        | 5        | 8        | 9        | 6        | 12       | 9        | 14       | 12       | 5        | 85                 |
|                       | Mi. 11.  | Do. 12.  | Fr. 13.  | Sa. 14.  | So. 15.  | Mo. 16.  | Di. 17.  | Mi. 18.  | Do. 19.  | Fr. 20.  | Sa. 21.  | So. 22.  | Gesamt             |
| Januar                |          |          |          |          |          |          |          |          |          |          |          |          | Gesamt             |

Farblegende

## Teilnehmer
| Teilnehmer der Winter World University Games 2023 | Teilnehmer der Winter World University Games 2023 | Teilnehmer der Winter World University Games 2023                                                                                         |
| Europa (754 Athleten aus 29 Ländern) | Europa (754 Athleten aus 29 Ländern) | Europa (754 Athleten aus 29 Ländern) |
| --- | --- | --- |
| - Armenien (6) - Belgien (4) - Bulgarien (5) - Dänemark (2) - Deutschland (37) - Estland (5) - Finnland (23) - Frankreich (44) - Großbritannien (63) - Island (3) | - Irland (5) - Italien (32) - Kroatien (1) - Lettland (25) - Litauen (4) - Luxemburg (1) - Niederlande (10) - Norwegen (37) - Österreich (22) - Polen (55) | - Schweden (40) - Schweiz (55) - Slowakei (68) - Slowenien (2) - Spanien (18) - Tschechien (92) - Türkei (3) - Ukraine (58) - Ungarn (34) |
| Amerika (289 Athleten aus 6 Ländern) | | |
| - Argentinien (6) - Brasilien (10) | - Haiti * (1) - Kanada (121) | - Mexiko (1) - Vereinigte Staaten (150)                                                                                                   |
| Asien (376 Athleten aus 10 Ländern) | | |
| - China, Volksrepublik (24) - Chinesisch Taipeh (6) - Hongkong (3) - Japan (138)                                                                                  | - Kasachstan (81) - Korea, Rep. (85) - Mongolei (9) | - Philippinen (4) - Thailand (7) - Usbekistan (13)                                                                                        |
| Ozeanien (25 Athleten aus 1 Land) | | |
| - Australien (25) | | |
| (Anzahl der Athleten) * erstmalige Teilnahme an Winter World University Games                                                                                     | | |

## Medaillenspiegel
| Platz  | Mannschaft          | Gold | Silber | Bronze | Gesamt |
| ------ | ------------------- | ---- | ------ | ------ | ------ |
| 1      | Japan               | 21   | 17     | 10     | 48     |
| 2      | Südkorea            | 12   | 8      | 9      | 29     |
| 3      | Kanada              | 6    | 1      | 6      | 13     |
| 4      | Frankreich          | 5    | 6      | 7      | 18     |
| 5      | Polen               | 5    | 6      | 6      | 17     |
| 6      | Tschechien          | 5    | 1      | 6      | 12     |
| 7      | Finnland            | 4    | 1      | 2      | 7      |
| 8      | Vereinigte Staaten  | 3    | 8      | 6      | 17     |
| 9      | Schweiz             | 3    | 6      | 2      | 11     |
| 10     | Deutschland         | 3    | 4      | 6      | 13     |
| 11     | Kasachstan          | 3    | 4      | 4      | 11     |
| 12     | Österreich          | 3    | 4      | 1      | 8      |
| 13     | Italien             | 3    | 3      | 4      | 10     |
| 14     | Estland             | 2    | 2      | –      | 4      |
| 15     | Spanien             | 2    | 1      | 2      | 5      |
| 16     | Großbritannien      | 2    | –      | 1      | 3      |
| 17     | Volksrepublik China | 1    | 2      | 1      | 4      |
| 18     | Ukraine             | 1    | 1      | 4      | 6      |
| 19     | Schweden            | 1    | –      | 2      | 3      |
| 20     | Norwegen            | –    | 7      | 3      | 10     |
| 21     | Thailand            | –    | 1      | 1      | 2      |
| 22     | Litauen             | –    | 1      | –      | 1      |
| 22     | Slowakei            | –    | 1      | –      | 1      |
| 24     | Niederlande         | –    | –      | 1      | 1      |
| 24     | Slowenien           | –    | –      | 1      | 1      |
| Gesamt | Gesamt              | 85   | 85     | 85     | 255    |